# Sadio Mané
Sadio Mané (Sédhiou, 10 aprile 1992) è un calciatore senegalese, attaccante dell'Al-Nassr, del quale è vice-capitano, e della nazionale senegalese, con la quale ha vinto la Coppa d'Africa nel 2022.
Considerato uno dei migliori calciatori africani di tutti i tempi, nonché tra i più forti attaccanti della sua generazione, è stato il giocatore africano più costoso della storia al momento del suo passaggio al Liverpool.
Con la maglia dei Reds si è aggiudicato il titolo di capocannoniere del campionato inglese nella stagione 2018-2019, annata in cui ha vinto la Champions League; nel 2019-2020 ha poi vinto la Supercoppa UEFA, la Coppa del mondo per club e il campionato inglese. Miglior marcatore di sempre della nazionale senegalese con 46 gol realizzati, è stato insignito del premio di Calciatore africano dell'anno nel 2019 e nel 2022.
È stato più volte candidato al Pallone d'oro, ottenendo come miglior piazzamento un secondo posto nell’edizione 2022.

## Biografia
Cresciuto nel villaggio di Bambali in un ambiente povero, costretto a una vita di stenti, ha dedicato la sua gioventù al calcio, non ha nemmeno frequentato la scuola. Periodicamente dona una cospicua parte dei suoi compensi a popolazioni bisognose del continente africano e ha pagato per la costruzione di un ospedale e di una scuola. Nel 2024 convola a nozze con Aisha Tamba.

## Caratteristiche tecniche
Annoverato fra i calciatori africani più forti e completi in attività, è un esterno d'attacco che sfrutta bene il suo buon senso della posizione unito anche un buon movimento senza palla per sfruttare al meglio le opportunità in modo da trovare la rete, aiutato anche dalla sua velocità, dal cambio di passo oltre a una buona capacità di saltare l'uomo. Affidabile sul dischetto.

## Carriera

### Club

#### Gli inizi

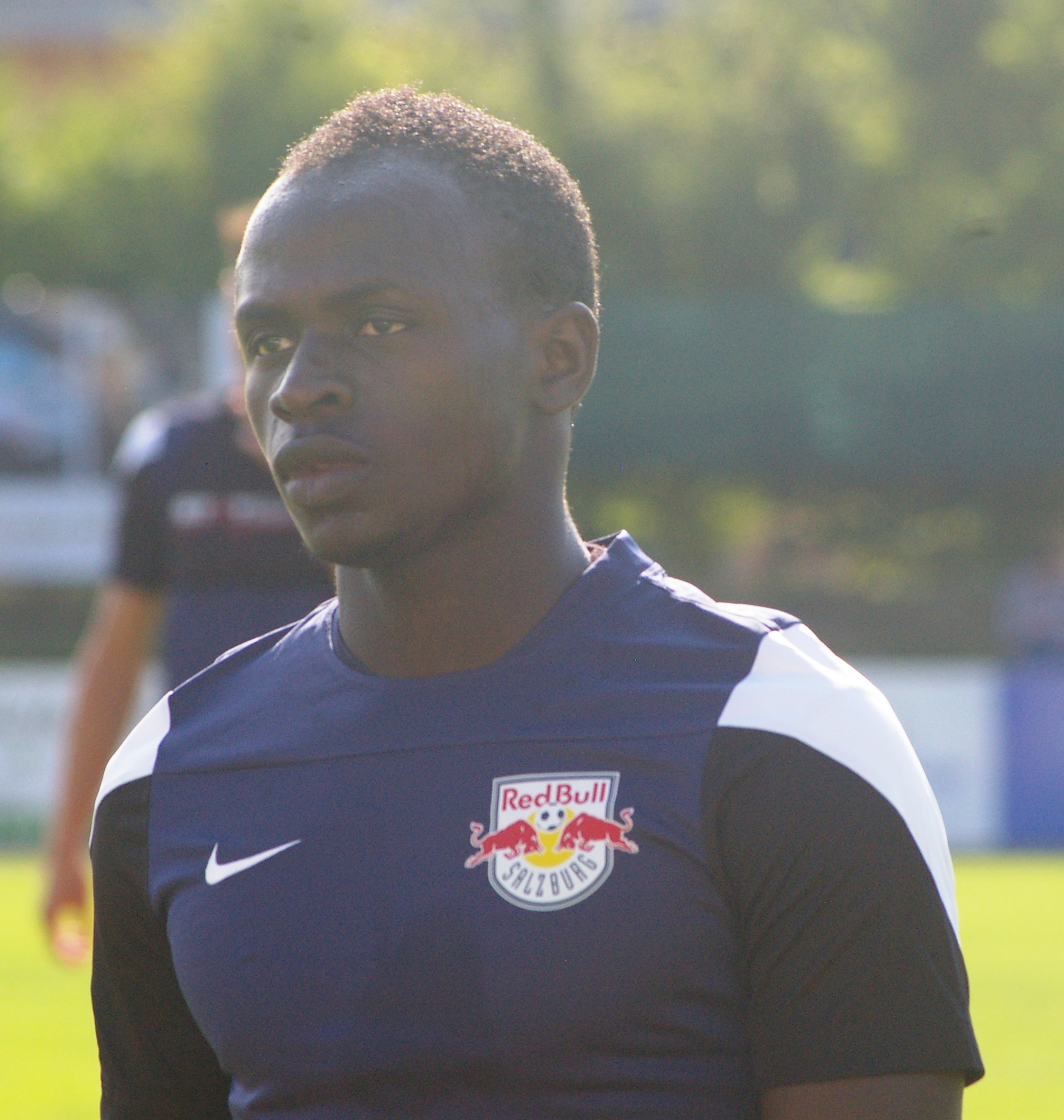
Mané con il Salisburgo nel 2014

Inizia la sua carriera professionistica con i francesi del Metz in Ligue 2; in seguito alla retrocessione della squadra, all'inizio della stagione 2012-2013 si trasferisce al Salisburgo (per 4 milioni di euro), squadra della massima serie austriaca; il 30 settembre 2012 segna una doppietta nella partita vinta per 3-2 contro lo Sturm Graz: si tratta dei suoi primi gol con la nuova maglia oltre che della sua prima doppietta in carriera.
Il 15 dicembre 2012 segna tre gol nella partita vinta contro il Mattersburg: si tratta della sua prima tripletta in carriera. Chiude la sua prima stagione con la squadra austriaca con 16 gol in 26 presenze in campionato; la squadra chiude il campionato al secondo posto in classifica, qualificandosi così ai preliminari della successiva edizione di Champions League.
Inizia la stagione 2013-2014 segnando una rete nella partita di Coppa d'Austria vinta per 9-0 sul campo dell'Union St. Florian. Nella stessa stagione fa anche il suo esordio nelle coppe europee, giocando entrambe le partite disputate dalla sua squadra nei preliminari di Champions League contro i turchi del Fenerbahçe. In seguito, il 22 agosto dello stesso anno segna anche il suo primo gol nelle competizioni europee, nella partita dei playoff di Europa League vinta per 5-0 contro i lituani dello Zalgiris; scende in campo da titolare anche nella partita di ritorno, il successivo 30 agosto, e nelle prime due partite della fase a gironi, chiuse dalla sua squadra con altrettante vittorie.
Segna il suo primo gol nel campionato 2013-2014 il 22 settembre, alla nona giornata. Il 12 dicembre ha segnato una doppietta nella sesta ed ultima giornata della fase a gironi di Europa League in una partita vinta per 3-0 contro l'Esbjerg; si tratta della sua prima doppietta in carriera nelle coppe europee. Ha poi realizzato un gol all'andata ed uno al ritorno contro l'Ajax nei sedicesimi di finale. Chiude la stagione con 13 gol in 33 partite in campionato, che la sua squadra vince, e con 5 gol in 4 partite in Coppa d'Austria.

#### Southampton

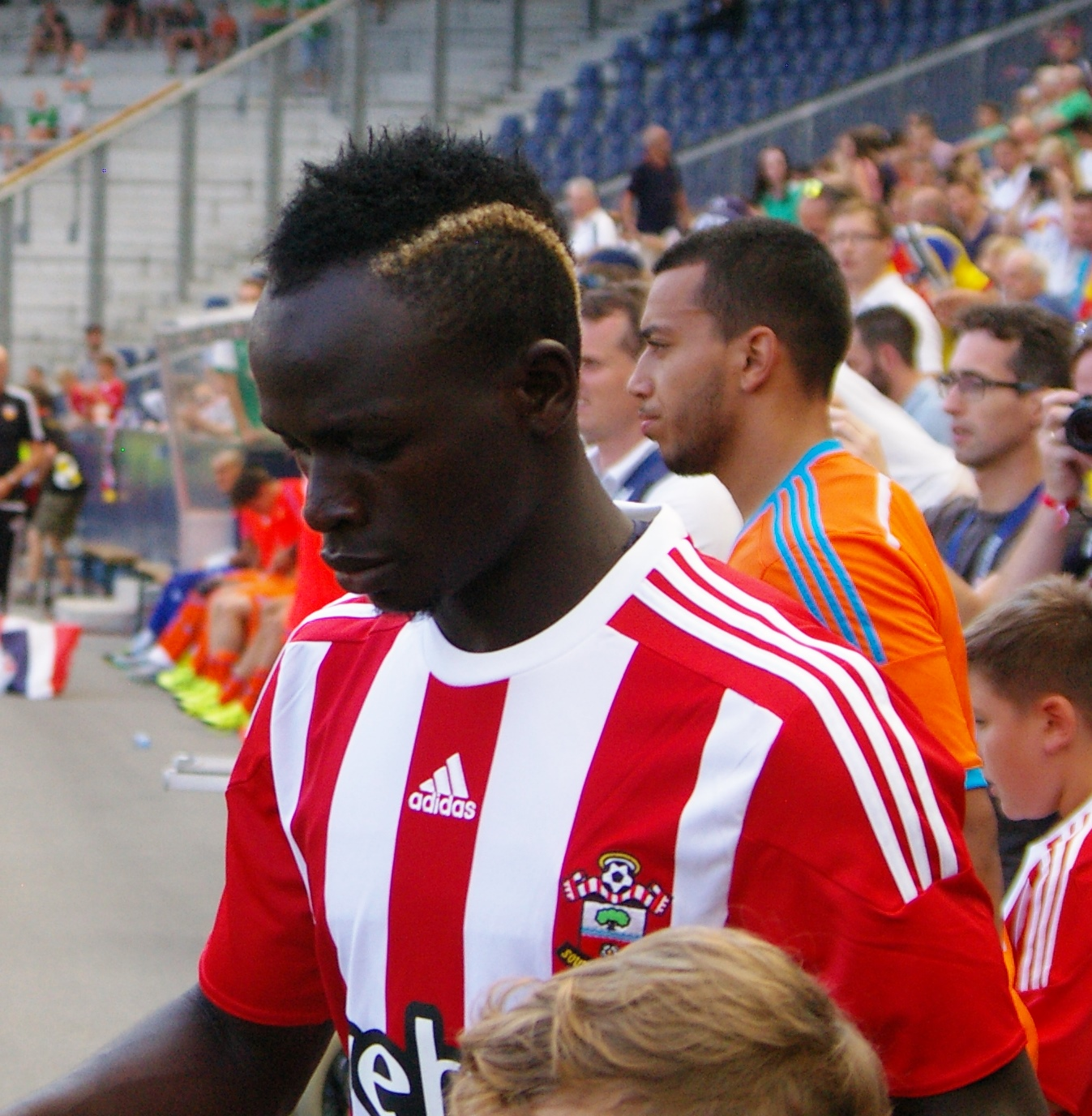
Mané con il Southampton nel 2015

Il 31 agosto 2014 passa al Southampton per circa 23 milioni di euro. Il 23 settembre seguente fa il suo esordio con la nuova maglia, nella partita di Capital One Cup vinta per 2-1 contro l'Arsenal. Quattro giorni dopo debutta anche in Premier League, nella vittoria per 2-1 contro il QPR. Il 18 ottobre realizza il suo primo gol con i Saints, nella partita vinta per 8-0 contro il Sunderland. Il 16 maggio 2015, nel match di campionato contro l'Aston Villa (6-1), segna tre reti in soli 2 minuti e 56 secondi, conseguendo così la tripletta più veloce nella storia della Premier League. Il 1º maggio mette a segno un'altra tripletta nel match vinto per 4-2 conto il Manchester City.

#### Liverpool

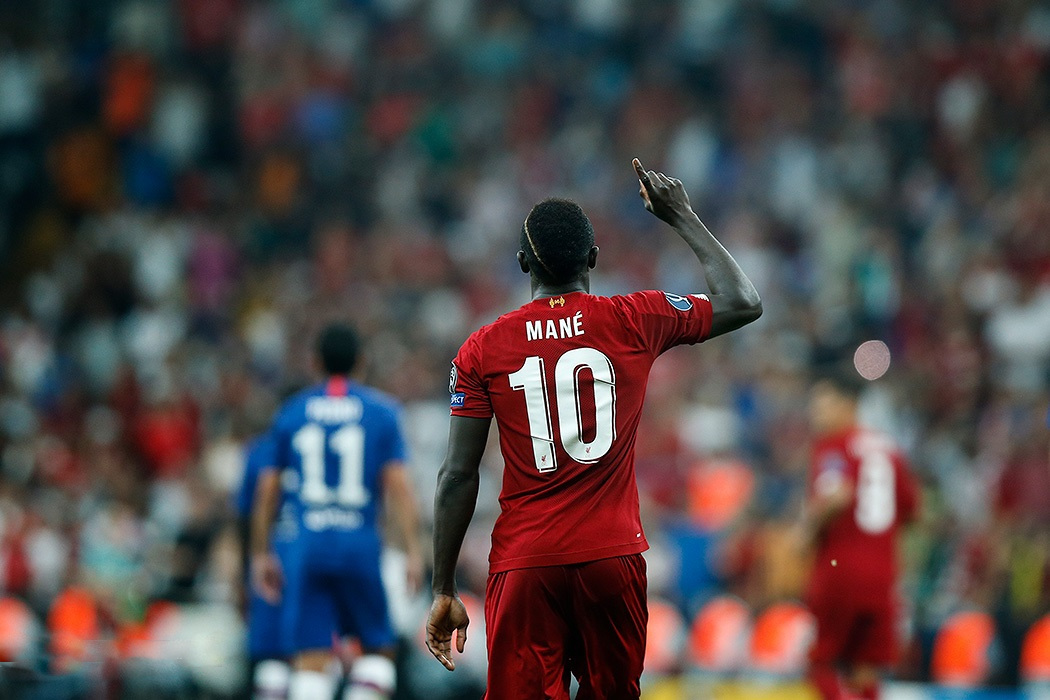
Mané con il Liverpool nella Supercoppa Europea 2019

Il 28 agosto 2016 viene acquistato per 41,2 milioni di euro dagli inglesi del Liverpool, divenendo il calciatore africano più pagato di tutti i tempi. Esordisce con i Reds il successivo 14 agosto, realizzando il gol decisivo per la vittoria sul campo dell'Arsenal. In campionato segna anche doppiette al Watford e al Tottenham. Durante la stagione 2017-2018 contribuisce, con 10 gol in 13 presenze, al raggiungimento della finale di Champions League, persa per 3-1 contro gli spagnoli del Real Madrid (e in cui lui aveva segnato il goal del momentaneo 1-1 dei Reds), e in cui lui è divenuto leader tecnico della squadra per via dell'uscita per infortunio nel primo tempo di Mohamed Salah.
Il 13 marzo 2019, nella stessa competizione, risulta decisivo per il passaggio ai quarti di finale, realizzando due gol al Bayern Monaco. Pervenuta all'atto conclusivo per la seconda stagione consecutiva, la compagine inglese si aggiudica il titolo europeo battendo per 2-0 i connazionali del Tottenham. Il successo in campo continentale qualifica i Reds alla Supercoppa Europea, dove il senegalese mette a referto una doppietta contro il Chelsea: il Liverpool vince poi il trofeo ai calci di rigore, dopo il 2-2 ottenuto al termine dei tempi supplementari. Rimane nel Merseyside fino al giugno 2022, quando lascia i Reds dopo sei stagioni.

#### Bayern Monaco
Rimasto nel Merseyside per sei stagioni, il 22 giugno 2022 lascia i Reds per trasferirsi al Bayern Monaco a partire dal 1º luglio successivo. Il 30 luglio segna all'esordio con la maglia dei Bavaresi nella Supercoppa di Germania vinta per 5-3 contro il Lipsia. Il 21 agosto realizza la sua prima doppietta in Bundesliga nella partita esterna vinta per 7-0 contro il Bochum. Il 14 aprile 2023 viene sospeso dalla squadra bavarese dopo aver rifilato un pugno al suo compagno di squadra Leroy Sané in seguito alla sconfitta per 3-0 contro il Manchester City in Champions League.

#### Al-Nassr
Il 1º agosto 2023, dopo una sola stagione in Germania, Mané viene ceduto a titolo definitivo all'Al-Nassr, squadra della prima divisione saudita, per una cifra pari a 30 milioni di euro.

### Nazionale
Debutta con la nazionale senegalese il 25 maggio 2012 nell'amichevole contro il Marocco, fornendo l'assist del decisivo 1-0. Con la maglia dei Leoni della Teranga ha partecipato ai Giochi Olimpici di Londra 2012, nei quali ha giocato 4 partite senza mai segnare. Ha partecipato inoltre alla Coppa d'Africa del 2015, dove il Senegal è stato eliminato al primo turno. Nella Coppa d'Africa del 2017 realizza due gol, di cui uno su calcio di rigore. Fallisce il quinto e ultimo rigore della serie contro il Camerun, ai quarti di finale, errore che causa l'eliminazione della sua squadra dalla coppa.
Successivamente il Senegal si è qualificato al mondiale di Russia 2018, in cui Mané è stato il capitano della squadra e ha segnato un gol nella gara pareggiata per 2-2 contro il Giappone. Terza nel girone, dietro ai nipponici e alla Colombia, la nazionale africana è stata eliminata.
Convocato per la Coppa d'Africa 2019, Mané realizza 3 reti nel torneo, arrivando fino alla finale, persa contro l'Algeria.
Convocato per disputare la fase finale di Coppa d'Africa 2021, posticipata al 2022 a causa della pandemia di COVID-19, segna 3 reti nel corso del torneo e con la terza di queste, realizzata nella semifinale vinta per 3-1 contro il Burkina Faso, eguaglia il record di Henri Camara di 29 gol realizzati in nazionale. 
Nella finale di Coppa d'Africa, vinta ai rigori contro l'Egitto, Mané fallisce un calcio di rigore nei primi minuti della partita, ma poi trasforma in gol il proprio tentativo della serie di tiri dal dischetto, fissando il punteggio sul 4-2 e consentendo al Senegal di aggiudicarsi il titolo continentale per la prima volta.
Il 4 giugno 2022 realizza la sua prima tripletta in nazionale nella partita casalinga vinta per 3-1 contro il Benin valevole per le qualificazioni alla Coppa d'Africa 2023. Ciò gli permette di salire a quota 32 gol con la maglia dei Leoni e diventarne il miglior marcatore di tutti i tempi.
Manè viene inserito dal CT nella lista dei convocati al campionato del mondo 2022, nonostante un infortunio rimediato nelle settimane precedenti con la maglia del Bayern Monaco. Pochi giorni dopo la federalcalcio senegalese comunica il suo abbandono del ritiro e la conseguente defezione dal Mondiale a causa del suddetto infortunio.

## Statistiche

### Presenze e reti nei club
Statistiche aggiornate al 26 maggio 2025
| Stagione               | Squadra                | Campionato             | Campionato | Campionato | Coppe nazionali | Coppe nazionali | Coppe nazionali | Coppe continentali | Coppe continentali | Coppe continentali | Altre coppe | Altre coppe | Altre coppe | Totale | Totale |
| Stagione               | Squadra                | Comp                   | Pres       | Reti       | Comp            | Pres            | Reti            | Comp               | Pres               | Reti               | Comp        | Pres        | Reti        | Pres   | Reti   |
| ---------------------- | ---------------------- | ---------------------- | ---------- | ---------- | --------------- | --------------- | --------------- | ------------------ | ------------------ | ------------------ | ----------- | ----------- | ----------- | ------ | ------ |
| 2009                   | Génération Foot        | LS3                    | 0          | 0          |                 | -               | -               | -                  | -                  | -                  | -           | -           | -           | 0      | 0      |
| Totale Génération Foot | Totale Génération Foot | Totale Génération Foot | -          | -          |                 | -               | -               |                    | -                  | -                  |             | -           | -           | -      | -      |
| 2010-2011              | Metz 2                 | CFA                    | 0          | 0          |                 | -               | -               | -                  | -                  | -                  | -           | -           | -           | 0      | 0      |
| 2011-2012              | Metz 2                 | CFA                    | 12         | 2          |                 | -               | -               | -                  | -                  | -                  | -           | -           | -           | 12     | 2      |
| Totale Metz 2          | Totale Metz 2          | Totale Metz 2          | 12         | 2          |                 | -               | -               |                    | -                  | -                  |             | -           | -           | 12     | 2      |
| 2011-2012              | Metz                   | L2                     | 19         | 1          | CF              | 0               | 0               | -                  | -                  | -                  | -           | -           | -           | 19     | 1      |
| ago.2012               | Metz                   | CN                     | 3          | 1          | CF              | 1               | 0               | -                  | -                  | -                  | -           | -           | -           | 4      | 1      |
| Totale Metz            | Totale Metz            | Totale Metz            | 22         | 2          |                 | 1               | 0               |                    | -                  | -                  |             | -           | -           | 23     | 2      |
| 2012-2013              | Salisburgo             | BL                     | 26         | 16         | CA              | 3               | 3               | UCL                | 0                  | 0                  | -           | -           | -           | 29     | 19     |
| 2013-2014              | Salisburgo             | BL                     | 33         | 13         | CA              | 4               | 5               | UCL+UEL            | 2+11               | 0+5                | -           | -           | -           | 50     | 23     |
| ago. 2014              | Salisburgo             | BL                     | 4          | 2          | CA              | 1               | 1               | UCL+UEL            | 3+0                | 0                  | -           | -           | -           | 8      | 3      |
| Totale Salisburgo      | Totale Salisburgo      | Totale Salisburgo      | 63         | 31         |                 | 8               | 9               |                    | 16                 | 5                  |             | -           | -           | 87     | 45     |
| 2014-2015              | Southampton            | PL                     | 30         | 10         | FACup+CdL       | 0+2             | 0               | -                  | -                  | -                  | -           | -           |             | 32     | 10     |
| 2015-2016              | Southampton            | PL                     | 37         | 11         | FACup+CdL       | 1+2             | 0+3             | UEL                | 3                  | 1                  | -           | -           | -           | 43     | 15     |
| Totale Southampton     | Totale Southampton     | Totale Southampton     | 67         | 21         |                 | 5               | 3               |                    | 3                  | 1                  |             | -           | -           | 75     | 25     |
| 2016-2017              | Liverpool              | PL                     | 27         | 13         | FACup+CdL       | 0+2             | 0               | -                  | -                  | -                  | -           | -           | -           | 29     | 13     |
| 2017-2018              | Liverpool              | PL                     | 29         | 10         | FACup+CdL       | 2+0             | 0               | UCL                | 13                 | 10                 | -           | -           | -           | 44     | 20     |
| 2018-2019              | Liverpool              | PL                     | 36         | 22         | FACup+CdL       | 0+1             | 0               | UCL                | 13                 | 4                  | -           | -           | -           | 50     | 26     |
| 2019-2020              | Liverpool              | PL                     | 35         | 18         | FACup+CdL       | 1+0             | 0               | UCL                | 8                  | 2                  | CS+SU+Cmc   | 0+1+2       | 0+2+0       | 47     | 22     |
| 2020-2021              | Liverpool              | PL                     | 35         | 11         | FACup+CdL       | 2+0             | 2               | UCL                | 10                 | 3                  | CS          | 1           | 0           | 48     | 16     |
| 2021-2022              | Liverpool              | PL                     | 34         | 16         | FACup+CdL       | 3+1             | 2+0             | UCL                | 13                 | 5                  | -           | -           | -           | 51     | 23     |
| Totale Liverpool       | Totale Liverpool       | Totale Liverpool       | 196        | 90         |                 | 12              | 4               |                    | 57                 | 24                 |             | 4           | 2           | 269    | 120    |
| 2022-2023              | Bayern Monaco          | BL                     | 25         | 7          | CG              | 3               | 1               | UCL                | 9                  | 3                  | SG          | 1           | 1           | 38     | 12     |
| 2023-2024              | Al-Nassr               | SPL                    | 32         | 13         | KC              | 5               | 4               | ACL                | 8                  | 1                  | SS+CdC      | 1+5         | 1+1         | 51     | 20     |
| 2024-2025              | Al-Nassr               | SPL                    | 32         | 14         | KC              | 2               | 1               | ACL                | 11                 | 3                  | SS          | 2           | 0           | 47     | 18     |
| Totale Al Nassr        | Totale Al Nassr        | Totale Al Nassr        | 64         | 27         |                 | 7               | 5               |                    | 19                 | 4                  |             | 8           | 2           | 98     | 38     |
| Totale carriera        | Totale carriera        | Totale carriera        | 449        | 180        |                 | 36              | 22              |                    | 104                | 37                 |             | 13          | 5           | 602    | 244    |

### Cronologia presenze e reti in nazionale
| Cronologia completa delle presenze e delle reti in nazionale ― Senegal | Cronologia completa delle presenze e delle reti in nazionale ― Senegal | Cronologia completa delle presenze e delle reti in nazionale ― Senegal | Cronologia completa delle presenze e delle reti in nazionale ― Senegal | Cronologia completa delle presenze e delle reti in nazionale ― Senegal | Cronologia completa delle presenze e delle reti in nazionale ― Senegal | Cronologia completa delle presenze e delle reti in nazionale ― Senegal | Cronologia completa delle presenze e delle reti in nazionale ― Senegal |
| Data                                                                   | Città                                                                  | In casa                                                                | Risultato                                                              | Ospiti                                                                 | Competizione                                                           | Reti                                                                   | Note                                                                   |
| ---------------------------------------------------------------------- | ---------------------------------------------------------------------- | ---------------------------------------------------------------------- | ---------------------------------------------------------------------- | ---------------------------------------------------------------------- | ---------------------------------------------------------------------- | ---------------------------------------------------------------------- | ---------------------------------------------------------------------- |
| 25-5-2012                                                              | Marrakech                                                              | Marocco                                                                | 0 – 1                                                                  | Senegal                                                                | Amichevole                                                             | -                                                                      | 79’                                                                    |
| 2-6-2012                                                               | Dakar                                                                  | Senegal                                                                | 3 – 1                                                                  | Liberia                                                                | Qual. Mondiali 2014                                                    | 1                                                                      |                                                                        |
| 9-6-2012                                                               | Kampala                                                                | Uganda                                                                 | 1 – 1                                                                  | Senegal                                                                | Qual. Mondiali 2014                                                    | -                                                                      | 90’                                                                    |
| 8-9-2012                                                               | Abidjan                                                                | Costa d'Avorio                                                         | 4 – 2                                                                  | Senegal                                                                | Qual. Coppa d'Africa 2013                                              | -                                                                      | 55’ 76’                                                                |
| 13-10-2012                                                             | Dakar                                                                  | Senegal                                                                | 0 – 2                                                                  | Costa d'Avorio                                                         | Qual. Coppa d'Africa 2013                                              | -                                                                      | 53’ 66’                                                                |
| 14-11-2012                                                             | Niamey                                                                 | Niger                                                                  | 1 – 1                                                                  | Senegal                                                                | Amichevole                                                             | 1                                                                      |                                                                        |
| 5-2-2013                                                               | Saint-Leu-la-Forêt                                                     | Senegal                                                                | 1 – 1                                                                  | Guinea                                                                 | Amichevole                                                             | -                                                                      |                                                                        |
| 23-3-2013                                                              | Conakry                                                                | Senegal                                                                | 1 – 1                                                                  | Angola                                                                 | Qual. Mondiali 2014                                                    | -                                                                      | 64’                                                                    |
| 8-6-2013                                                               | Luanda                                                                 | Angola                                                                 | 1 – 1                                                                  | Senegal                                                                | Qual. Mondiali 2014                                                    | -                                                                      |                                                                        |
| 16-6-2013                                                              | Monrovia                                                               | Liberia                                                                | 0 – 2                                                                  | Senegal                                                                | Qual. Mondiali 2014                                                    | -                                                                      | 90’                                                                    |
| 14-8-2013                                                              | Saint-Leu-la-Forêt                                                     | Zambia                                                                 | 1 – 1                                                                  | Senegal                                                                | Amichevole                                                             | -                                                                      | 46’                                                                    |
| 7-9-2013                                                               | Marrakech                                                              | Senegal                                                                | 1 – 0                                                                  | Uganda                                                                 | Qual. Mondiali 2014                                                    | 1                                                                      |                                                                        |
| 12-10-2013                                                             | Abidjan                                                                | Costa d'Avorio                                                         | 3 – 1                                                                  | Senegal                                                                | Qual. Mondiali 2014                                                    | -                                                                      | 46’                                                                    |
| 16-11-2013                                                             | Casablanca                                                             | Senegal                                                                | 1 – 1                                                                  | Costa d'Avorio                                                         | Qual. Mondiali 2014                                                    | -                                                                      |                                                                        |
| 5-3-2014                                                               | Saint-Leu-la-Forêt                                                     | Senegal                                                                | 1 – 1                                                                  | Mali                                                                   | Amichevole                                                             | 1                                                                      | 46’                                                                    |
| 21-5-2014                                                              | Ouagadougou                                                            | Burkina Faso                                                           | 1 – 1                                                                  | Senegal                                                                | Amichevole                                                             | -                                                                      |                                                                        |
| 25-5-2014                                                              | Carouge                                                                | Senegal                                                                | 3 – 1                                                                  | Kosovo                                                                 | Amichevole                                                             | -                                                                      | 68’                                                                    |
| 5-9-2014                                                               | Dakar                                                                  | Senegal                                                                | 2 – 0                                                                  | Egitto                                                                 | Qual. Coppa d'Africa 2015                                              | 1                                                                      |                                                                        |
| 10-9-2014                                                              | Gaborone                                                               | Botswana                                                               | 0 – 2                                                                  | Senegal                                                                | Qual. Coppa d'Africa 2015                                              | 1                                                                      |                                                                        |
| 10-10-2014                                                             | Dakar                                                                  | Senegal                                                                | 0 – 0                                                                  | Tunisia                                                                | Qual. Coppa d'Africa 2015                                              | -                                                                      |                                                                        |
| 15-10-2014                                                             | Monastir                                                               | Tunisia                                                                | 1 – 0                                                                  | Senegal                                                                | Qual. Coppa d'Africa 2015                                              | -                                                                      |                                                                        |
| 15-11-2014                                                             | Il Cairo                                                               | Egitto                                                                 | 0 – 1                                                                  | Senegal                                                                | Qual. Coppa d'Africa 2015                                              | -                                                                      |                                                                        |
| 19-11-2014                                                             | Dakar                                                                  | Senegal                                                                | 3 – 0                                                                  | Botswana                                                               | Qual. Coppa d'Africa 2015                                              | -                                                                      | 77’                                                                    |
| 23-1-2015                                                              | Mongomo                                                                | Sudafrica                                                              | 1 – 1                                                                  | Senegal                                                                | Coppa d'Africa 2015 - 1º turno                                         | -                                                                      |                                                                        |
| 27-1-2015                                                              | Malabo                                                                 | Senegal                                                                | 0 – 2                                                                  | Algeria                                                                | Coppa d'Africa 2015 - 1º turno                                         | -                                                                      | 66’                                                                    |
| 28-3-2015                                                              | Le Havre                                                               | Ghana                                                                  | 1 – 2                                                                  | Senegal                                                                | Amichevole                                                             | -                                                                      |                                                                        |
| 13-6-2015                                                              | Dakar                                                                  | Senegal                                                                | 3 – 1                                                                  | Burundi                                                                | Qual. Coppa d'Africa 2017                                              | 1                                                                      |                                                                        |
| 5-9-2015                                                               | Windhoek                                                               | Namibia                                                                | 0 – 2                                                                  | Senegal                                                                | Qual. Coppa d'Africa 2017                                              | 1                                                                      |                                                                        |
| 8-9-2015                                                               | Johannesburg                                                           | Sudafrica                                                              | 1 – 0                                                                  | Senegal                                                                | Amichevole                                                             | -                                                                      |                                                                        |
| 13-10-2015                                                             | Algeri                                                                 | Algeria                                                                | 1 – 0                                                                  | Senegal                                                                | Amichevole                                                             | -                                                                      | 90’                                                                    |
| 13-11-2015                                                             | Antananarivo                                                           | Madagascar                                                             | 2 – 2                                                                  | Senegal                                                                | Qual. Mondiali 2018                                                    | 1                                                                      |                                                                        |
| 17-11-2015                                                             | Dakar                                                                  | Senegal                                                                | 3 – 0                                                                  | Madagascar                                                             | Qual. Mondiali 2018                                                    | -                                                                      |                                                                        |
| 26-3-2016                                                              | Dakar                                                                  | Senegal                                                                | 2 – 0                                                                  | Niger                                                                  | Qual. Coppa d'Africa 2017                                              | -                                                                      |                                                                        |
| 29-3-2016                                                              | Niamey                                                                 | Niger                                                                  | 1 – 2                                                                  | Senegal                                                                | Qual. Coppa d'Africa 2017                                              | -                                                                      | 60’                                                                    |
| 28-5-2016                                                              | Kigali                                                                 | Ruanda                                                                 | 0 – 2                                                                  | Senegal                                                                | Amichevole                                                             | -                                                                      |                                                                        |
| 4-6-2016                                                               | Bujumbura                                                              | Burundi                                                                | 0 – 2                                                                  | Senegal                                                                | Qual. Coppa d'Africa 2017                                              | 1                                                                      | 90’                                                                    |
| 3-9-2016                                                               | Dakar                                                                  | Senegal                                                                | 2 – 0                                                                  | Namibia                                                                | Qual. Coppa d'Africa 2017                                              | -                                                                      | 68’                                                                    |
| 8-10-2016                                                              | Dakar                                                                  | Senegal                                                                | 2 – 0                                                                  | Capo Verde                                                             | Qual. Mondiali 2018                                                    | -                                                                      |                                                                        |
| 11-1-2017                                                              | Brazzaville                                                            | Rep. del Congo                                                         | 0 – 2                                                                  | Senegal                                                                | Amichevole                                                             | -                                                                      | 83’                                                                    |
| 15-1-2017                                                              | Franceville                                                            | Tunisia                                                                | 0 – 2                                                                  | Senegal                                                                | Coppa d'Africa 2017 - 1º turno                                         | 1                                                                      |                                                                        |
| 19-1-2017                                                              | Franceville                                                            | Senegal                                                                | 2 – 0                                                                  | Zimbabwe                                                               | Coppa d'Africa 2017 - 1º turno                                         | 1                                                                      | 90’                                                                    |
| 29-1-2017                                                              | Franceville                                                            | Senegal                                                                | 0 – 0 dts (4 – 5 dtr)                                                  | Camerun                                                                | Coppa d'Africa 2017 - Quarti di finale                                 | -                                                                      |                                                                        |
| 23-3-2017                                                              | Londra                                                                 | Nigeria                                                                | 1 – 1                                                                  | Senegal                                                                | Amichevole                                                             | -                                                                      | 65’                                                                    |
| 27-3-2017                                                              | Parigi                                                                 | Costa d'Avorio                                                         | 1 – 1                                                                  | Senegal                                                                | Amichevole                                                             | 1                                                                      |                                                                        |
| 2-9-2017                                                               | Dakar                                                                  | Senegal                                                                | 0 – 0                                                                  | Burkina Faso                                                           | Qual. Mondiali 2018                                                    | -                                                                      |                                                                        |
| 5-9-2017                                                               | Ouagadougou                                                            | Burkina Faso                                                           | 2 – 2                                                                  | Senegal                                                                | Qual. Mondiali 2018                                                    | 1                                                                      |                                                                        |
| 7-10-2017                                                              | Praia                                                                  | Capo Verde                                                             | 0 – 2                                                                  | Senegal                                                                | Qual. Mondiali 2018                                                    | -                                                                      | 89’                                                                    |
| 10-11-2017                                                             | Polokwane                                                              | Sudafrica                                                              | 0 – 2                                                                  | Senegal                                                                | Qual. Mondiali 2018                                                    | -                                                                      | 35’                                                                    |
| 27-3-2018                                                              | Le Havre                                                               | Senegal                                                                | 0 – 0                                                                  | Bosnia ed Erzegovina                                                   | Amichevole                                                             | -                                                                      | 87’                                                                    |
| 8-6-2018                                                               | Osijek                                                                 | Croazia                                                                | 2 – 1                                                                  | Senegal                                                                | Amichevole                                                             | -                                                                      | cap. 66’                                                               |
| 11-6-2018                                                              | Grödig                                                                 | Senegal                                                                | 2 – 0                                                                  | Corea del Sud                                                          | Amichevole                                                             | -                                                                      | 81’                                                                    |
| 19-6-2018                                                              | Mosca                                                                  | Polonia                                                                | 1 – 2                                                                  | Senegal                                                                | Mondiali 2018 - 1º turno                                               | -                                                                      | cap.                                                                   |
| 24-6-2018                                                              | Ekaterinburg                                                           | Giappone                                                               | 2 – 2                                                                  | Senegal                                                                | Mondiali 2018 - 1º turno                                               | 1                                                                      | cap.                                                                   |
| 28-6-2018                                                              | Samara                                                                 | Senegal                                                                | 0 – 1                                                                  | Colombia                                                               | Mondiali 2018 - 1º turno                                               | -                                                                      | cap.                                                                   |
| 9-9-2018                                                               | Antananarivo                                                           | Madagascar                                                             | 2 – 2                                                                  | Senegal                                                                | Qual. Coppa d'Africa 2019                                              | -                                                                      |                                                                        |
| 13-10-2018                                                             | Dakar                                                                  | Senegal                                                                | 3 – 0                                                                  | Sudan                                                                  | Qual. Coppa d'Africa 2019                                              | -                                                                      |                                                                        |
| 17-11-2018                                                             | Bata                                                                   | Guinea Equatoriale                                                     | 0 – 1                                                                  | Senegal                                                                | Qual. Coppa d'Africa 2019                                              | -                                                                      |                                                                        |
| 23-3-2019                                                              | Dakar                                                                  | Senegal                                                                | 2 – 0                                                                  | Madagascar                                                             | Qual. Coppa d'Africa 2019                                              | -                                                                      | cap.                                                                   |
| 26-3-2019                                                              | Dakar                                                                  | Senegal                                                                | 2 – 1                                                                  | Mali                                                                   | Amichevole                                                             | 1                                                                      | 76’                                                                    |
| 27-6-2019                                                              | Il Cairo                                                               | Senegal                                                                | 0 – 1                                                                  | Algeria                                                                | Coppa d'Africa 2019 - 1º turno                                         | -                                                                      |                                                                        |
| 1-7-2019                                                               | Il Cairo                                                               | Kenya                                                                  | 0 – 3                                                                  | Senegal                                                                | Coppa d'Africa 2019 - 1º turno                                         | 2                                                                      | 60’                                                                    |
| 5-7-2019                                                               | Il Cairo                                                               | Uganda                                                                 | 0 – 1                                                                  | Senegal                                                                | Coppa d'Africa 2019 - Ottavi di finale                                 | 1                                                                      |                                                                        |
| 10-7-2019                                                              | Il Cairo                                                               | Senegal                                                                | 1 – 0                                                                  | Benin                                                                  | Coppa d'Africa 2019 - Quarti di finale                                 | -                                                                      | 90+1’                                                                  |
| 14-7-2019                                                              | Il Cairo                                                               | Senegal                                                                | 1 – 0                                                                  | Tunisia                                                                | Coppa d'Africa 2019 - Semifinale                                       | -                                                                      |                                                                        |
| 19-7-2019                                                              | Il Cairo                                                               | Senegal                                                                | 0 – 1                                                                  | Algeria                                                                | Coppa d'Africa 2019 - Finale                                           | -                                                                      |                                                                        |
| 10-10-2019                                                             | Singapore                                                              | Brasile                                                                | 1 – 1                                                                  | Senegal                                                                | Amichevole                                                             | -                                                                      |                                                                        |
| 13-11-2019                                                             | Thiès                                                                  | Senegal                                                                | 2 – 0                                                                  | Rep. del Congo                                                         | Qual. Coppa d'Africa 2021                                              | -                                                                      | 84’                                                                    |
| 17-11-2019                                                             | Manzini                                                                | eSwatini                                                               | 1 – 4                                                                  | Senegal                                                                | Qual. Coppa d'Africa 2021                                              | -                                                                      | 45+3’ 46’                                                              |
| 11-11-2020                                                             | Dakar                                                                  | Senegal                                                                | 2 – 0                                                                  | Guinea-Bissau                                                          | Qual. Coppa d'Africa 2021                                              | 1                                                                      |                                                                        |
| 15-11-2020                                                             | Bissau                                                                 | Guinea-Bissau                                                          | 0 – 1                                                                  | Senegal                                                                | Qual. Coppa d'Africa 2021                                              | 1                                                                      |                                                                        |
| 26-3-2021                                                              | Brazzaville                                                            | Rep. del Congo                                                         | 0 – 0                                                                  | Senegal                                                                | Qual. Coppa d'Africa 2021                                              | -                                                                      |                                                                        |
| 30-3-2021                                                              | Dakar                                                                  | Senegal                                                                | 1 – 1                                                                  | eSwatini                                                               | Qual. Coppa d'Africa 2021                                              | -                                                                      | 65’                                                                    |
| 5-6-2021                                                               | Dakar                                                                  | Senegal                                                                | 3 – 1                                                                  | Zambia                                                                 | Amichevole                                                             | 1                                                                      |                                                                        |
| 8-6-2021                                                               | Thiès                                                                  | Senegal                                                                | 2 – 0                                                                  | Capo Verde                                                             | Amichevole                                                             | 1                                                                      |                                                                        |
| 1-9-2021                                                               | Thiès                                                                  | Senegal                                                                | 2 – 0                                                                  | Togo                                                                   | Qual. Mondiali 2022                                                    | 1                                                                      |                                                                        |
| 7-9-2021                                                               | Brazzaville                                                            | Rep. del Congo                                                         | 1 – 3                                                                  | Senegal                                                                | Qual. Mondiali 2022                                                    | 1                                                                      | 36’                                                                    |
| 9-10-2021                                                              | Thiès                                                                  | Senegal                                                                | 4 – 1                                                                  | Namibia                                                                | Qual. Mondiali 2022                                                    | 1                                                                      |                                                                        |
| 12-10-2021                                                             | Johannesburg                                                           | Namibia                                                                | 1 – 3                                                                  | Senegal                                                                | Qual. Mondiali 2022                                                    | -                                                                      |                                                                        |
| 11-11-2021                                                             | Lomé                                                                   | Togo                                                                   | 1 – 1                                                                  | Senegal                                                                | Qual. Mondiali 2022                                                    | -                                                                      | 28’                                                                    |
| 10-1-2022                                                              | Bafoussam                                                              | Senegal                                                                | 1 – 0                                                                  | Zimbabwe                                                               | Coppa d'Africa 2021 - 1º turno                                         | 1                                                                      | cap.                                                                   |
| 14-1-2022                                                              | Bafoussam                                                              | Senegal                                                                | 0 – 0                                                                  | Guinea                                                                 | Coppa d'Africa 2021 - 1º turno                                         | -                                                                      | cap.                                                                   |
| 18-1-2022                                                              | Bafoussam                                                              | Malawi                                                                 | 0 – 0                                                                  | Senegal                                                                | Coppa d'Africa 2021 - 1º turno                                         | -                                                                      |                                                                        |
| 25-1-2022                                                              | Bafoussam                                                              | Senegal                                                                | 2 – 0                                                                  | Capo Verde                                                             | Coppa d'Africa 2021 - Ottavi di finale                                 | 1                                                                      | 70’                                                                    |
| 30-1-2022                                                              | Yaoundé                                                                | Senegal                                                                | 3 – 1                                                                  | Guinea Equatoriale                                                     | Coppa d'Africa 2021 - Quarti di finale                                 | -                                                                      |                                                                        |
| 2-2-2022                                                               | Yaoundé                                                                | Burkina Faso                                                           | 1 – 3                                                                  | Senegal                                                                | Coppa d'Africa 2021 - Semifinale                                       | 1                                                                      |                                                                        |
| 6-2-2022                                                               | Yaoundé                                                                | Senegal                                                                | 0 – 0 dts (4 – 2 dtr)                                                  | Egitto                                                                 | Coppa d'Africa 2021 - Finale                                           | -                                                                      | 88’                                                                    |
| 25-3-2022                                                              | Il Cairo                                                               | Egitto                                                                 | 1 – 0                                                                  | Senegal                                                                | Qual. Mondiali 2022                                                    | -                                                                      |                                                                        |
| 29-3-2022                                                              | Diamniadio                                                             | Senegal                                                                | 1 – 0 dts (3 – 1 dtr)                                                  | Egitto                                                                 | Qual. Mondiali 2022                                                    | -                                                                      |                                                                        |
| 4-6-2022                                                               | Diamniadio                                                             | Senegal                                                                | 3 – 1                                                                  | Benin                                                                  | Qual. Coppa d'Africa 2023                                              | 3                                                                      | 87’                                                                    |
| 7-6-2022                                                               | Kigali                                                                 | Ruanda                                                                 | 0 – 1                                                                  | Senegal                                                                | Qual. Coppa d'Africa 2023                                              | 1                                                                      |                                                                        |
| 24-9-2022                                                              | Orléans                                                                | Bolivia                                                                | 0 – 2                                                                  | Senegal                                                                | Amichevole                                                             | 1                                                                      |                                                                        |
| 27-9-2022                                                              | Maria Enzersdorf                                                       | Senegal                                                                | 1 – 1                                                                  | Iran                                                                   | Amichevole                                                             | -                                                                      |                                                                        |
| 24-3-2023                                                              | Diamniadio                                                             | Senegal                                                                | 5 – 1                                                                  | Mozambico                                                              | Qual. Coppa d'Africa 2023                                              | 1                                                                      | 52’                                                                    |
| 28-3-2023                                                              | Maputo                                                                 | Mozambico                                                              | 0 – 1                                                                  | Senegal                                                                | Qual. Coppa d'Africa 2023                                              | -                                                                      |                                                                        |
| 17-6-2023                                                              | Cotonou                                                                | Benin                                                                  | 1 – 1                                                                  | Senegal                                                                | Qual. Coppa d'Africa 2023                                              | -                                                                      | cap.                                                                   |
| 20-6-2023                                                              | Lisbona                                                                | Brasile                                                                | 2 – 4                                                                  | Senegal                                                                | Amichevole                                                             | 2                                                                      |                                                                        |
| 12-9-2023                                                              | Dakar                                                                  | Senegal                                                                | 0 – 1                                                                  | Algeria                                                                | Amichevole                                                             | -                                                                      | 75’                                                                    |
| 16-10-2023                                                             | Lens                                                                   | Senegal                                                                | 1 – 0                                                                  | Camerun                                                                | Amichevole                                                             | 1                                                                      |                                                                        |
| 18-11-2023                                                             | Diamniadio                                                             | Senegal                                                                | 4 – 0                                                                  | Sudan del Sud                                                          | Qual. Mondiali 2026                                                    | 2                                                                      | 65’                                                                    |
| 21-11-2023                                                             | Lomé                                                                   | Togo                                                                   | 0 – 0                                                                  | Senegal                                                                | Qual. Mondiali 2026                                                    | -                                                                      |                                                                        |
| 15-1-2024                                                              | Yamoussoukro                                                           | Senegal                                                                | 3 – 0                                                                  | Gambia                                                                 | Coppa d'Africa 2023 - 1º turno                                         | -                                                                      |                                                                        |
| 19-1-2024                                                              | Yamoussoukro                                                           | Senegal                                                                | 3 – 1                                                                  | Camerun                                                                | Coppa d'Africa 2023 - 1º turno                                         | 1                                                                      |                                                                        |
| 23-1-2024                                                              | Yamoussoukro                                                           | Guinea                                                                 | 0 – 2                                                                  | Senegal                                                                | Coppa d'Africa 2023 - 1º turno                                         | -                                                                      |                                                                        |
| 29-1-2024                                                              | Yamoussoukro                                                           | Senegal                                                                | 1 – 1 dts (4 - 5 dtr)                                                  | Costa d'Avorio                                                         | Coppa d'Africa 2023 - Ottavi di finale                                 | -                                                                      | 9’                                                                     |
| 22-3-2024                                                              | Amiens                                                                 | Senegal                                                                | 3 – 0                                                                  | Gabon                                                                  | Amichevole                                                             | 1                                                                      | 65’                                                                    |
| 26-3-2024                                                              | Amiens                                                                 | Senegal                                                                | 1 – 0                                                                  | Benin                                                                  | Amichevole                                                             | 1                                                                      | 86’                                                                    |
| 6-9-2024                                                               | Diamniadio                                                             | Senegal                                                                | 1 – 1                                                                  | Burkina Faso                                                           | Qual. Coppa d'Africa 2025                                              | 1                                                                      | 90+3’                                                                  |
| 9-9-2024                                                               | Lilongwe                                                               | Burundi                                                                | 0 – 1                                                                  | Senegal                                                                | Qual. Coppa d'Africa 2025                                              | -                                                                      | 87’ 90’                                                                |
| 11-10-2024                                                             | Diamniadio                                                             | Senegal                                                                | 4 – 0                                                                  | Malawi                                                                 | Qual. Coppa d'Africa 2025                                              | 1                                                                      |                                                                        |
| 15-10-2024                                                             | Lilongwe                                                               | Malawi                                                                 | 0 – 1                                                                  | Senegal                                                                | Qual. Coppa d'Africa 2025                                              | 1                                                                      |                                                                        |
| 14-11-2024                                                             | Bamako                                                                 | Burkina Faso                                                           | 0 – 1                                                                  | Senegal                                                                | Qual. Coppa d'Africa 2025                                              | -                                                                      |                                                                        |
| 19-11-2024                                                             | Dakar                                                                  | Senegal                                                                | 2 – 0                                                                  | Burundi                                                                | Qual. Coppa d'Africa 2025                                              | -                                                                      |                                                                        |
| 22-3-2025                                                              | Bengasi                                                                | Sudan                                                                  | 0 – 0                                                                  | Senegal                                                                | Qual. Mondiali 2026                                                    | -                                                                      | 89’                                                                    |
| 25-3-2025                                                              | Dakar                                                                  | Senegal                                                                | 2 – 0                                                                  | Togo                                                                   | Qual. Mondiali 2026                                                    | -                                                                      | 83’                                                                    |
| Totale                                                                 |                                                                        | Presenze (2º posto)                                                    | 114                                                                    |                                                                        | Reti (1º posto)                                                        | 46                                                                     |                                                                        |

| Cronologia completa delle presenze e delle reti in nazionale ― Senegal Olimpica | Cronologia completa delle presenze e delle reti in nazionale ― Senegal Olimpica | Cronologia completa delle presenze e delle reti in nazionale ― Senegal Olimpica | Cronologia completa delle presenze e delle reti in nazionale ― Senegal Olimpica | Cronologia completa delle presenze e delle reti in nazionale ― Senegal Olimpica | Cronologia completa delle presenze e delle reti in nazionale ― Senegal Olimpica | Cronologia completa delle presenze e delle reti in nazionale ― Senegal Olimpica | Cronologia completa delle presenze e delle reti in nazionale ― Senegal Olimpica |
| Data                                                                            | Città                                                                           | In casa                                                                         | Risultato                                                                       | Ospiti                                                                          | Competizione                                                                    | Reti                                                                            | Note                                                                            |
| ------------------------------------------------------------------------------- | ------------------------------------------------------------------------------- | ------------------------------------------------------------------------------- | ------------------------------------------------------------------------------- | ------------------------------------------------------------------------------- | ------------------------------------------------------------------------------- | ------------------------------------------------------------------------------- | ------------------------------------------------------------------------------- |
| 26-7-2012                                                                       | Manchester                                                                      | Regno Unito olimpica                                                            | 1 – 1                                                                           | Senegal olimpica                                                                | Olimpiadi 2012 - 1º turno                                                       | -                                                                               |                                                                                 |
| 29-7-2012                                                                       | Londra                                                                          | Senegal olimpica                                                                | 2 – 0                                                                           | Uruguay olimpica                                                                | Olimpiadi 2012 - 1º turno                                                       | -                                                                               |                                                                                 |
| 1-8-2012                                                                        | Coventry                                                                        | Senegal olimpica                                                                | 1 – 1                                                                           | Emirati Arabi Uniti olimpica                                                    | Olimpiadi 2012 - 1º turno                                                       | -                                                                               |                                                                                 |
| 4-8-2012                                                                        | Londra                                                                          | Messico olimpica                                                                | 4 – 2                                                                           | Senegal olimpica                                                                | Olimpiadi 2012 - Quarti di finale                                               | -                                                                               |                                                                                 |
| Totale                                                                          |                                                                                 | Presenze                                                                        | 4                                                                               |                                                                                 | Reti                                                                            | 0                                                                               |                                                                                 |

## Palmarès

### Club

#### Competizioni nazionali
- Campionato austriaco: 1

Salisburgo: 2013-2014
- Coppa d'Austria: 1

Salisburgo: 2013-2014
- Campionato inglese: 1

Liverpool: 2019-2020
- Coppa di Lega inglese: 1

Liverpool: 2021-2022
- Coppa d'Inghilterra: 1

Liverpool: 2021-2022
- Supercoppa di Germania: 1

Bayern Monaco: 2022
- Campionato tedesco: 1

Bayern Monaco: 2022-2023

#### Competizioni internazionali
- UEFA Champions League: 1

Liverpool: 2018-2019
- Supercoppa UEFA: 1

Liverpool: 2019
- Coppa del mondo per club: 1

Liverpool: 2019
- Coppa dei Campioni araba per club: 1

Al-Nassr: 2023

### Nazionale
- Coppa d'Africa: 1

Camerun 2021

### Individuale
- Squadra dell'anno CAF: 4

2015, 2016, 2018, 2019
- PFA Team of the Year: 4

2016-2017, 2018-2019, 2019-2020, 2021-2022
- Capocannoniere della Premier League: 1

2018-2019 (22 gol a pari merito con Mohamed Salah e Pierre Emerick-Aubemayang)
- Squadra della stagione della UEFA Champions League: 1

2018-2019
- Squadra dell'anno UEFA: 1

2019
- Miglior giocatore della Supercoppa UEFA: 1

2019
- Squadre del torneo della Coppa delle Nazioni Africane: 2

2019, 2021
- BBC African Footballer of the Year: 1

2019
- Calciatore africano dell'anno: 2

2019, 2022
- Onze d'or: 1

2019
- Squadra maschile dell'anno IFFHS: 1

2019
- PFA Fans' Player of the Year: 1

2019-2020
- Squadra maschile CAF del decennio 2011-2020 IFFHS: 1

2020
- Miglior giocatore della Coppa d'Africa: 1

2021
- Premio Sócrates: 1

2022
- Capocannoniere della Coppa del Re dei Campioni: 1

2023-2024 (4 gol)